# مطالعات بازرگانی
مطالعات بازرگانی، علوم تجاری یا مطالعات کسب وکار، رشته‌ای تحصیلی است که به اصول تجارت، مدیریت و اقتصاد می‌پردازد و علوم حسابداری، مالی، بازاریابی، سازمانی، مدیریتی و عملیاتی را در بر می‌گیرد.
مطالعات بازرگانی رشته‌ای گسترده است که در آن طیفی از مباحث طراحی شده تا دیدی کلی از عناصر مختلف کار در حوزه تجارت را ارائه دهد. کشورهایی که در مدارس و آموزشگاه‌هایشان درسی تحت عنوان «مطالعات بازرگانی» آموزش داده می‌شود عبارتند از:
موریس، عمان، کره جنوبی، آرژانتین، استرالیا، بنگلادش، نپال، برزیل، کانادا، هنگ کنگ، هند، ایرلند، مکزیک، سنگاپور، مالزی، کامبوج، کنیا. لهستان، مالت، نیوزیلند، نیجریه، پاکستان، آفریقای جنوبی، سریلانکا، سوئد، بریتانیا، نامیبیا، زیمبابوه و اندونزی.